# Mortal Kombat 3
Mortal Kombat 3 é um jogo eletrônico de luta de 1995 desenvolvido e publicado pela Midway e lançado pela primeira vez nos arcades. É o terceiro título principal da franquia Mortal Kombat e uma sequência de Mortal Kombat II de 1993. Como nos jogos anteriores, possui um elenco de personagens que os jogadores escolhem e guiam em uma série de batalhas contra outros oponentes. O jogo evita o enredo do torneio de seus predecessores, já que vários guerreiros lutam contra o retorno de Shao Kahn, que ressuscitou sua noiva Sindel e iniciou uma invasão de Earthrealm.
O terceiro título de Mortal Kombat mantém o sangue e os ataques sangrentos que definiram a série. Ele apresenta novos tipos de movimentos de finalização de Fatalities, incluindo Animalities. Outras novidades da série foram os combos, sequências predefinidas usadas para realizar uma série de ataques consecutivos. O novo botão "Run" permite que os jogadores corram brevemente em direção ao oponente, e o novo sistema "Kombat Kodes" permite que os jogadores insiram vários símbolos antes das partidas de dois jogadores para desbloquear certos recursos adicionais do jogo.
Mortal Kombat 3 foi um sucesso comercial e recebeu críticas geralmente positivas, mas atraiu críticas por omitir vários personagens populares de jogos anteriores. É o único título principal a não apresentar o mascote da franquia, Scorpion. Personagens omitidos deste jogo foram incluídos nos dois títulos produzidos para atualizá-lo, Ultimate Mortal Kombat 3 (1995) e Mortal Kombat Trilogy (1996).

## Jogabilidade
O terceiro título da série Mortal Kombat mantém a notória representação de violência extrema, que definia a série. O jogo também introduz novos tipos de golpes finalizadores, incluindo os Animalities e Brutalities, este último presente somente em suas duas últimas atualizações, Ultimate Mortal Kombat 3 e Mortal Kombat: Trilogy. Outros recursos novos à série foram os Combos, sequências predefinidas utilizadas para realizar uma série de ataques consecutivos. Um botão de corrida também foi adicionado, permitindo aos jogadores se moverem em velocidade brevemente contra o adversário, além dos Kombat Kodes, um sistema de conteúdo desbloqueável usando vários símbolos que podem ser apontados antes de partidas com dois jogadores, para obter certos efeitos diferenciais no jogo.
Mortal Kombat 3 se desenvolveu na jogabilidade a partir do jogo anterior. Um botão de corrida, acompanhado por um medidor, foi introduzido. O medidor de corrida é drenado enquanto se corre para a frente e quando se executa um combo. Para agradar jogadores de variados níveis de habilidade, uma tela de escolha (Choose Your Destiny, ou "Escolha o seu Destino" em português) aparece no modo para um jogador. Este recurso permite que a dificuldade dos oponentes controlados por inteligência artificial seja possível de ser escolhida. Quatro torres com um determinado número de personagens podem ser escolhidas, sendo que os dois últimos personagens finais a se enfrentar sempre serão os chefes Motaro e Shao Kahn.
Pela primeira vez, certos cenários eram interativos ao permitir personagens que, num ataque de gancho, jogassem o adversário pelo teto em direção a uma nova arena de combate para continuar a batalha. Isto inclusive poderia mudar o ciclo de fases do jogo. Tanto ganchos comuns quanto aqueles que fazem parte de um Combo são capazes de promover esse efeito, com exceção de não haver mudança de cenário se o gancho for o golpe que vence um Round.
Todos os diferentes estilos de golpes finalizadores de Mortal Kombat 2 (Fatality, Babality e Friendship) retornam em Mortal Kombat 3 Além disso, existe agora também o Animality, o personagem se transforma em um animal que finaliza o adversário. Outra nova adição foi a finalização Mercy, onde o personagem pode dar ao adversário uma minúscula parcela de energia se tiver vencido dois Rounds e estiver na tela de "Finish Him/Finish Her", antes do golpe derradeiro da luta. Um Mercy é necessário para que ocorra o Animality. Três novas finalizações de cenário (Stage Fatalities) podem ser executadas no estágio do Metrô (The Subway), no estágio da Torre do Sino (The Bell Tower) e na versão de Mortal Kombat 3 para o cenário do The Pit (The Pit 3).
Outro conceito introduzido neste jogo é o Kombat Kode. Trata-se de um código de seis símbolos que podem ser inseridos na tela de Versus no modo para dois jogadores, para modificar a jogabilidade, enfrentar inimigos secretos ou mostrar certas mensagens. Também inaugurado em Mortal Kombat 3 foi o Ultimate Kombat Kode, um código de dez caracteres usando símbolos que poderiam ser inseridos na tela de fim de jogo (Game Over), após o jogador não escolher continuar depois de uma derrota. O modo foi usado para desbloquear a versão ciborgue do personagem Smoke; pode ser feito tanto pelo jogador de consoles quanto pelo jogador de Arcade. O detentor do Arcade poderia resetar tal código acessando o menu de diagnóstico ao mudar as configurações para as de fábrica dentro do gabinete do jogo (com exceção da versão 2.1, onde só pode ser realizada acessando o menu EJB, secreto do jogo). Os códigos foram revelados por revistas de games, material promocional e outras mídias de Mortal Kombat.

## Atualizações

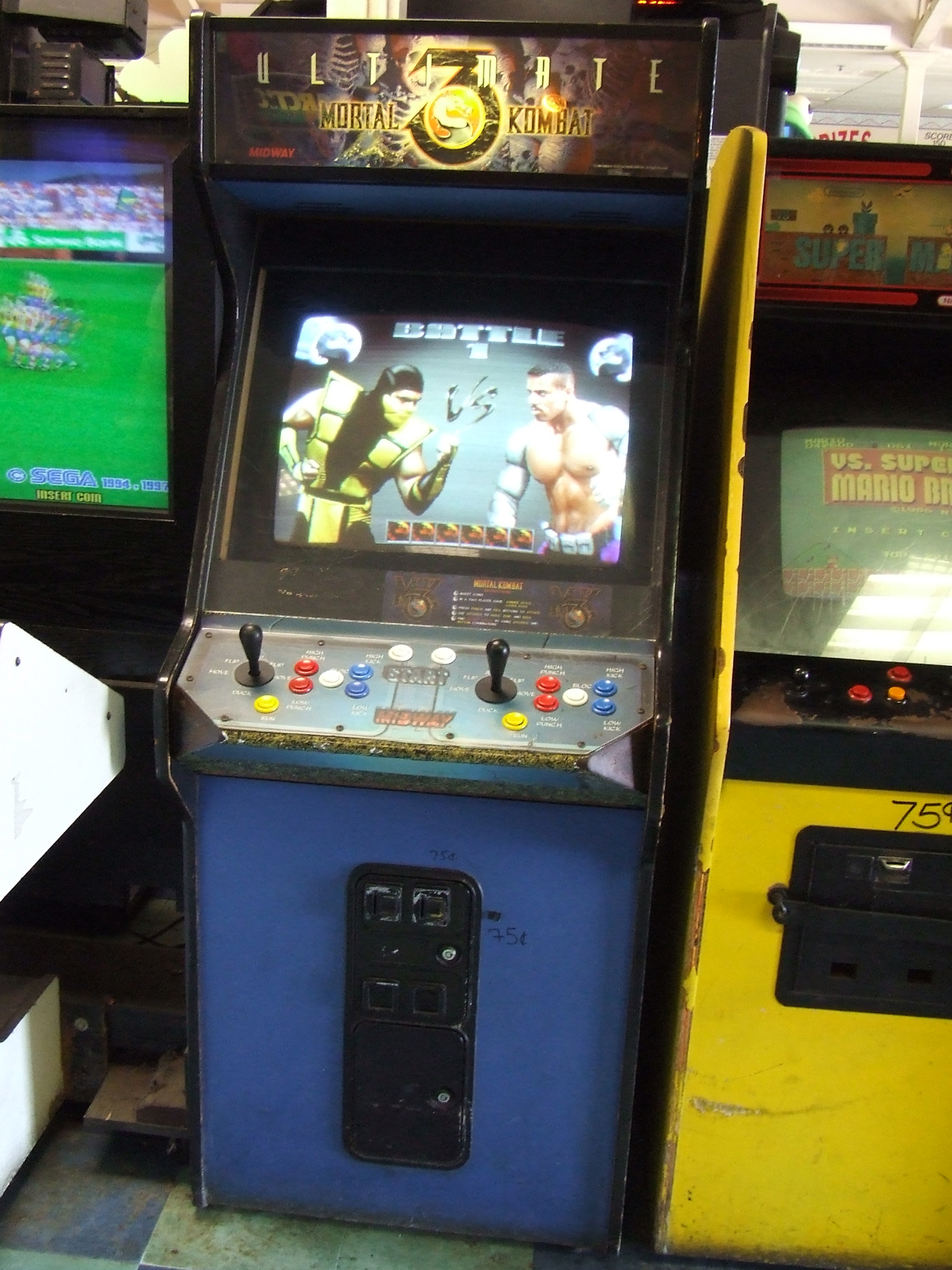
Ultimate Mortal Kombat 3 em uma máquina Arcade

Alguns personagens dos jogos anteriores retornaram e outros novos foram introduzidos à série. No entanto, Mortal Kombat 3 reduziu personagens e características populares entre fãs dos jogos anteriores, como a ausência de Scorpion e a antiga vestimenta ninja de Sub-Zero, que agora está sem máscara. Alguns elementos e personagens dos jogos anteriores só foram adicionados na atualização Ultimate Mortal Kombat 3, lançada mais tarde, em 1995, e Mortal Kombat Trilogy lançado em 1996. Trilogy adicionou todos os personagens e arenas de combate que já apareceram até então, além de uma barra chamada Aggression, que se enche após múltiplos ataques.

## Personagens e elenco
- Jax (John Parrish) - Jackson Briggs, major das Forças Especiais que trabalha com Sonya Blade para prender Kano.
- Kitana / Mileena / Jade (Becky Gable).
- Kano (Richard Divizio) - Um bandido do Black Dragon, que fugiu das garras de Jax e Sonya.
- Kung Lao (Tony Marquez) - Monge Shaolin que deseja deter Shao Kahn de suas intenções malignas.
- Liu Kang (Eddie Wong) - O campeão do Mortal Kombat que retorna, buscando novo triunfo.
- Shang Tsung (John Turk) - O sorrateiro feiticeiro de Shao Kahn.
- Smoke (Sal Divita) - Assassino cibernético de cor cinzenta do Lin Kuei e o último dos três ciborgues do jogo, que já foi amigo próximo de Sub-Zero. Selecionado apenas por código no Ultimate Kombat Kode.
- Sonya Blade (Kerri Hoskins) - Tenente das Forças Especiais que busca novamente capturar Kano.

- Cyrax (Sal Divita) - O assassino cibernético de cor amarela do Lin Kuei, que tem como objetivo matar Sub-Zero. Durante a produção, seu apelido para a produção era "mustard" (mostarda), em função da cor.[1]
- Kabal (Richard Divizio) - Um ex-guerreiro do Black Dragon.
- Nightwolf (Sal Divita) - Um xamã nativo-americano.
- Sektor (Sal Divita) - O primeiro dos três ciborgues do Lin Kuei, o único da cor vermelha. Durante a produção, seu apelido para a produção era "ketchup", também em função da cor.
- Sheeva (Animação Stop Motion) - Uma Shokan que é completamente fiel a Shao Kahn, além de protetora de Sindel.
- Sindel (Lia Montelongo) - A rainha de Edenia que é controlada por Shao Kahn.
- Kurtis Stryker (Michael O'Brien) - Um oficial da tropa de choque.
- Sub-Zero (John Turk) - Ninja do Lin Kuei que saiu do clã após se recusar a virar um robô.

### Chefe
- Shao Kahn (Brian Glynn) - Imperador da Exoterra e chefe do jogo. Selecionável via Kode.

### Subchefe
- Motaro (Animação Stop Motion) - Um centauro e subchefe do jogo. Selecionável via Kode.

## História
Cansado das derrotas contínuas em batalhas pelo torneio, Shao Kahn, que perdeu para Liu Kang no torneio da Outworld ocorrido no último jogo, decretou um plano de dez mil anos: ele faria seus Shadow Priests, liderados por Shang Tsung, reviverem sua antiga rainha Sindel, que morreu inesperadamente numa idade jovem. No entanto, ela não seria revivida em Outworld, mas no Plano Terreno. Isto permitiria Kahn a cruzar as fronteiras e recuperar sua soberana. Quando Sindel reencarna no Plano Terreno, Shao Kahn segue pelas dimensões para reavê-la, e como resultado direto, a Terra se torna gradualmente uma parte de Outworld, instantaneamente roubando bilhões das suas almas. Apenas algumas delas são poupadas, porque são protegidas pelo próprio Deus do trovão Raiden. Ele então diz a elas que Kahn deve ser detido, mas ele mesmo não pode interferir; devido ao seu status, ele não possui poder em Outworld e o Plano Terreno está parcialmente fundido com este reino. Shao Kahn liberou esquadrões de extermínio para assassinarem qualquer sobrevivente na Terra. Além disso, a proteção de Raiden só se estende à alma, não ao corpo, então seus guerreiros escolhidos precisam enfrentar os esquadrões e repelir a ameaça do imperador maligno. 
Eventualmente, com a derrota final de Shao Kahn, cada humano no mundo é restaurado.
Obs: A trama de Mortal Kombat 3 acontece em seguida a de Mortal Kombat II e compartilha o mesmo enredo tanto com Ultimate Mortal Kombat 3 quanto com Mortal Kombat Trilogy porque ambos são apenas atualizações do mesmo jogo. O próximo novo capítulo para a série foi no jogo seguinte, Mortal Kombat 4.

## Desenvolvimento
Mortal Kombat 3 foi originalmente considerado para ser feito usando gráficos 3D, mas eventualmente foram adotados os Sprites gráficos como nos jogos anteriores. Seu estilo no geral foi pensado diferentemente dos jogos anteriores: em vez de temas fortemente orientais, o tema de Mortal Kombat 3 é mais orientado ao mundo ocidental. Os estágios do jogo residem em locações modernas e urbanas (como avenidas, igrejas e até uma ponte, modelada a partir da DuSable Bridge, em Chicago, Illinois), três dos personagens são ciborgues e designs de personagens tradicionais (como os de Sub-Zero ou Kano) foram abandonados ou modificados para abordagens mais contemporâneas. Tal mudança também refletiu na trilha sonora: todos os motivos orientais foram trocados para instrumentações mais modernas.
Alguns dos personagens dos Mortal Kombat anteriores que retornaram em Mortal Kombat 3 foram interpretados por novos atores, já que os originais deixaram a Midway devido a disputas de royalties sobre o uso de suas aparências nas versões de console. Este foi o caso para os atores dos jogos originais Ho Sung Pak (Liu Kang nos dois primeiros jogos e o Shang Tsung do Mortal Kombat original), Philip Ahn (Shang Tsung em Mortal Kombat II), Elizabeth Malecki (Sonya Blade), Katalin Zamiar (Kitana, Mileena e Jade) e Daniel Pesina (Johnny Cage e os guerreiros Scorpion, Sub-Zero, Reptile, Smoke e Noob Saibot), que não se envolveram na produção do MK3. E inclusive, antes do lançamento de Mortal Kombat 3, Daniel apareceu numa propaganda favorecendo outro jogo de luta, BloodStorm, o que resultou num falso rumor de que ele foi demitido pela Midway. Tudo isto levou os responsáveis pelo jogo a usar novos atores para Liu Kang (Eddie Wong), Sonya Blade (Kerri Hoskins), Shang Tsung e Sub-Zero (ambos interpretados por John Turk). Richard Divizio (Kano) também obteve o papel para Noob Saibot (já que o design do personagem era um Kano recolorido nesta versão). Carlos Pesina, que foi Raiden nos primeiros dois jogos, não apareceu em Mortal Kombat 3 como uma penalidade pelo seu envolvimento no jogo rival Tattoo Assassins, mas permaneceu empregado pela Midway. Seu personagem voltaria na versão Trilogy, ainda que pelo uso de Sprites tanto reciclados do Mortal Kombat II quanto novos, capturados de Sal Divita.
O jogo possui, ainda, um tom diferente no geral dos predecessores e usa uma paleta de cores menos vibrante e dessaturadas. Os personagens foram digitalizados fortemente, em oposição ao híbrido entre digitalizado e desenhado à mão, como no estilo do jogo anterior. Muitos dos cenários de fundo do jogo foram criados usados gráficos 3D pré-renderizados pela primeira vez.

## Lançamento
Entrevistador: O abandono de ícones como Scorpion e Kitana no final provocou revisões em Mortal Kombat 3. Qual era o ímpeto de mantê-los fora? E você se sente que era a coisa certa a se fazer ao adicioná-los de volta?  
 John Tobias: Na verdade, mantê-los fora não teve nada a ver com provocar a versão UMK3. A versão Ultimate foi feita para satisfazer operadores de Arcade e agir como substituta do lançamento mais cedo do que de costume da versão de Mortal Kombat 3 caseira, ao manter a versão do Arcade nova.

—John Tobias para Mortal Kombat Online
Dotado de uma campanha promocional massiva (que inclusive obteve o recorde mundial pela "maior campanha promocional por um jogo de luta" na versão Gamer do Livro Guinness de 2011), Mortal Kombat 3 foi originalmente lançado nos Arcades norte-americanos em 15 de abril de 1995. O jogo foi rapidamente adaptado para três consoles caseiros: Mega Drive, Super Nintendo e PlayStation, esta última sendo a única versão idêntica ao original de Arcade, devido a um acordo com a Midway que deu à Sony direitos exclusivos em todo o mundo pela versão 32-bit do jogo. Apesar disso, no final do primeiro quadrimestre de 1996 (por isso as versões de Sega Saturn, 3DO e Atari Jaguar foram todas programadas para lançamento somente no segundo quarto do mesmo ano). De acordo com um porta-voz da Sega, a Sony pagou à Midway doze milhões de dólares por estes direitos de prazo determinado.  Continuando uma tradição de lançamentos simultâneos para versões caseiras dos dois primeiros jogos da série, foi anunciado que Mega Drive, SNES, Game Boy e Game Gear teriam versões lançadas numa data denominada Mortal Friday ("sexta-feira mortal", em português), em 13 de outubro de 1995. No entanto, nem todas as versões chegaram à data planejada; a versão de Game Gear nunca foi lançada na América do Norte.
No Game Boy, apenas nove dos quinze lutadores originais (Kano, Sonya, Sub-Zero, Cyrax, Sektor, Sheeva, Sindel, Kabal e Smoke) estão disponíveis, apenas cinco estágios estão presentes, não há combos ligados por botões e somente existem duas finalizações: Fatality e Babality. Shao Kahn usa golpes do Mortal Kombat II e Motaro não foi incluído. Único jogo do Game Boy a ser avaliado para maiores de 17 anos (nível M pela ESRB), tal versão não inclui muito da violência explícita declarada em seus sistemas parentais, mas manteve um pouco das "queimas" nos Fatalities (incendiar um adversário derrotado, transformando o mesmo num esqueleto queimado).
Uma versão reduzida para Game Gear de Mortal Kombat 3 foi lançada apenas na Europa. Trata-se de praticamente a mesma versão de Game Boy, embora também inclua sangue e violência, tenha cores e possua o personagem secreto Noob Saibot. Também há uma versão para Master System, que é praticamente idêntica à versão de Game Gear, embora ela só tenha sido lançada no Brasil pela Tectoy, a distribuidora dos produtos da Sega no país.
Existem duas versões diferentes de Mortal Kombat 3 para PC. A primeira era uma versão em DOS, que não se parece muito com nenhuma das outras. Tal versão contém uma faixa de áudio escondida ("Track 47"), com uma narração da história em reverso. A segunda versão foi uma versão para Windows, que se tratava de uma cópia da versão de PlayStation para o jogo, contendo os mesmos menus, tamanhos e qualidades de Sprite, e jogabilidade.
Mortal Kombat 3 foi originalmente programado para ser lançado para Atari Jaguar no segundo quarto de 1996, de acordo com um Press Release lançado pela Atari e pela Williams Entertainment em 13 de março de 1995, mas nunca foi lançado. Uma versão para 3DO Interactive Multiplayer foi também anunciada para o início de 1996, publicada em capas de revistas, e finalizada segundo informações divulgadas, mas também nunca foi lançada. Uma versão para Sega Saturn foi anunciada, da mesma forma, para o início de 1996, mas foi cancelada para que houvesse o lançamento, na verdade, de uma versão para o dito console da atualização do jogo, Ultimate Mortal Kombat 3.
A versão original do jogo também é inclusa em Midway Arcade Treasures 2 (para Nintendo GameCube, PlayStation 2 e Xbox), Midway Arcade Treasure 3 (para PC, que inclui ainda um documentário "Making Of", sobre a criação do jogo), e também para Midway Arcade Treasures: Extended Play, para PlayStation Portable.

## Recepção
Mortal Kombat 3 foi um dos três a receber o American Amusement Machine Association's Diamond Awards (que se baseia estritamente em realizações quanto a vendas). A própria Williams Entertainment, que distribuiu as versões de Super Nintendo e Mega Drive, relata vendas combinadas de 250 mil cópias no primeiro final de semana em que os produtos estavam disponíveis, o que as coloca entre os jogos de videogame mais vendidos de 1995. Mortal Kombat 3 foi indicado ao prêmio Video Game of the Year de 1995, da Video Software Dealers Association, a associação de vendedores de Software. No fim, o game perdeu para Donkey Kong Country 2.
Embora Mortal Kombat 3 tenha sido um sucesso comercial, muitos desgostaram da inclusão de personagens novos discutivelmente menos atraentes (notadamente Stryker) no lugar de outros firmemente estabelecidos, como Scorpion e Kitana. O novo sistema de combos também foi criticado de forma frequente, assim como, em menor grau, as mecânicas de corrida e de algumas finalizações.  De acordo com a PC Gamer em 1998, "Embora Mortal Kombat 2 tenha conseguido aprimorar a fórmula ágil e abundante do original, a terceira iteração não se saiu tão bem. MK3 sofria de jogabilidade violenta, movimentos de finalização desnecessariamente estúpidos como 'Animalities' e designs de personagens insuportavelmente excêntricos." A Next Generation avaliou a versão de Arcade do jogo, e declarou que "Em um setor que depende da inovação para mantê-lo atual e interessante, o MK III simplesmente não a entrega." Um artigo da Retro Gamer sobre a história da série disse, em 2007: "Embora muitos fãs hardcore digam que o terceiro jogo de Mortal Kombat da Midway seja o melhor da série, muitos outros sentiram que era o começo do fim da ainda muito popular franquia... Enquanto a Midway estava constantemente adicionando ajustes sutis de jogabilidade à sua franquia desde o lançamento de Mortal Kombat, sua série outrora emocionante parecia repentinamente cansada."
No entanto, o jogo recebeu resenhas positivas à época. Até 2014, o site agregador de avaliações GameRankings dá ao jogo a pontuação média de 80.23% para a versão do Super Nintendo, 76.67% para a versão de Mega Drive, e 70.33% para a de Sony PlayStation. A Electronic Gaming Monthly (EGM) deu à versão de PlayStation seu prêmio "Game of the Month", dado ao jogo mais bem avaliado do mês. Tanto a EGM quanto a IGN criticaram o Lag pesado durante as transformações de Shang Tsung enquanto apontou a conversão, no geral, como uma réplica quase perfeita dos gráficos, conteúdo e controles do original de Arcade. No entanto, a IGN avaliou negativamente o jogo se baseando nas próprias deficiências de Mortal Kombat 3, recomendando os jogos de luta 2D da série Street Fighter no lugar dele a menos que se fosse "um fã die-hard de Mortal Kombat". De acordo com uma retrospectiva da IGN, "Apesar das evoluções em jogabilidade, Mortal Kombat 3 simplesmente não causou o mesmo tipo de entusiasmo que o seu predecessor. Enquanto os novos personagens 'cyber-ninjas' eram populares, as perdas de tantos personagens favoritos do elenco deixaram jogadores se sentindo deixados de fora. Um novo Mortal Kombat era impossível de ignorar, mas a resposta não era bem aquela pela qual a Midway esperava."
Avaliando a versão de Mega Drive, uma crítica da Next Generation destacou que o jogo na verdade tem aparência melhor num console de última geração, onde tem a companhia de outros jogos 2D e fica melhor visualmente do que a maioria deles, do que tem no Arcade, onde parecia datado contra os progressivamente mais prevalentes jogos baseados em polígonos. O crítico elogiou o jogo por trazer os elementos mais importantes para a base de fãs de Mortal Kombat, mas como uma nota final, acrescentou que "como um todo, a série Mortal Kombat está ficando obsoleta e em extrema necessidade de retrabalhos importantes." Em sua avaliação, a GamePro similarmente disse que Mortal Kombat 3 "simplesmente não é tão original (como Tekken) ou tão profundo (como Street Fighter) para demandar espaço na prateleira do jogador casual de Mega Drive." Eles também criticando a versão de Mega Drive como uma aproximação frágil da versão Arcade, em particular nos Sprites de personagens e efeitos de som. Eles avaliaram a versão de PlayStation como uma conversão muito mais precisa apesar do lag nas transformações de Shang Tsung, mas concluíram que era "uma versão incrível de console de um jogo que não era tão legal, para começo de conversa." A Next Generation também sentiu que a qualidade da versão de Arcade praticamente perfeita no PlayStation foi ofuscada pela falta de inovação do jogo: "Há pouco, além de alguns novos e incessantemente indiferentes personagens, um recurso de corrida, e um novo sistema de combos, que simplesmente copia seus rivais, para diferenciar a terceira versão dos seus antecessores." A Maximum elogiou o número de opções de customização da versão de PlayStation e "faixas misteriosas de música para combate", mas salientou que o jogo já estava desatualizado com a versão Ultimate já nos Arcades e planejada para lançamento no Sega Saturn. Eles também se incomodaram fortemente com a falta de otimização para o sistema PAL, dizendo que como resultado "os personagens se movem muito lentamente como se andassem por melaço, e isso prejudica a sensação geral do jogo, tanto quanto muda o tempo dos golpes especiais e combos."
Avaliando a versão do SNES, os quatro revisores da Electronic Gaming Monthly concordaram que ela é de longe a melhor "versão de 16 bits" do jogo. Eles especialmente elogiaram a inteligência artificial desafiadora nos inimigos, gráficos precisos e um grande número de opções especiais. Enquanto listaram alguns problemas com a inteligência artificial e com o som, a GamePro teve uma reação similar, concluindo que "Converter um jogo de Arcade gigantesco como Mortal Kombat 3 para o Super Nintendo, de 16-bit, não é tarefa simples, e a Williams fez um trabalho respeitável de manter todos os elementos principais intactos." A própria PC Gamer, apesar da opinião negativa posterior, deu à versão de PC para o jogo uma pontuação de avaliação de 89% após o lançamento, chamando-a de "outra excelente experiência de Arcade do rei dos jogos de luta." A Next Generation, no momento, o chamou de "um dos melhores jogos de luta já lançados para PC" e "um título que você deve possuir" para os fãs do gênero, premiando o mesmo com 4 de 5 estrelas. A GamePro desaprovou a versão de Game Boy em uma avaliação curta, ousando até dizer que "mesmo jogadores habilitados para portáteis pensarão dos controles frágeis e gráficos perturbadores como insuportáveis."